# Angicourt
Angicourt település Franciaországban, Oise megyében. Lakosainak száma 1335 fő (2022. január 1.). Angicourt Verderonne, Cinqueux, Mogneville, Monchy-Saint-Éloi, Rieux, Rosoy és Villers-Saint-Paul községekkel határos.

## Népesség
A település népességének változása:
| Lakosok száma | 1529 | 1441 | 1429 | 1396 | 1401 | 1393 | 1374 | 1354 | 1335 |
|               | 2013 | 2015 | 2016 | 2017 | 2018 | 2019 | 2020 | 2021 | 2022 |